# Anya Marina
Anya Martina (Ann Arbor, 23 settembre 1976) è una cantante statunitense.

## Biografia
Nata in Michigan, è cresciuta in California. Ha studiato come attrice da giovane a Los Angeles ed è anche apparsa nel film 100 ragazze (2000).
Nel gennaio 2005 ha pubblicato il suo primo album in studio Miss Halfway, coprodotto da Scott Russo, frontman degli Unwritten Law.
Nel gennaio 2009 è uscito il secondo album, a cui hanno collaborato Brian Karscig (Louis XIV) e Britt Daniel (Spoon).
Ha partecipato alla colonna sonora del film The Twilight Saga: New Moon (2009).
Una sua cover di Whatever You Like di T.I. è presente in un episodio (ep. 9 stagione 3) della serie Gossip Girl.
In Oregon ha scritto e registrato il suo terzo album Felony Flats, uscito nel marzo 2012.

## Attività dal vivo e collaborazioni
Dal 2015 si esibisce in qualità di cantante agli spettacoli della sua amica, la comica Nikki Glaser, per la quale compone anche le colonne sonore dei suoi show, e con la quale dal 2021 conduce anche il programma "Nikki Glaser Podcast", in onda sul web in varie piattaforme.

## Discografia

### Album in studio
- 2005 - Miss Halfway
- 2009 - Slow & Steady Seduction: Phase II
- 2012 - Felony Flats
- 2016 - Paper Plane
- 2020 - Queen of the Night

### EP
- 2004 - Exercises in Racketeering
- 2010 - Spirit School